# Obyvatelstvo Chile

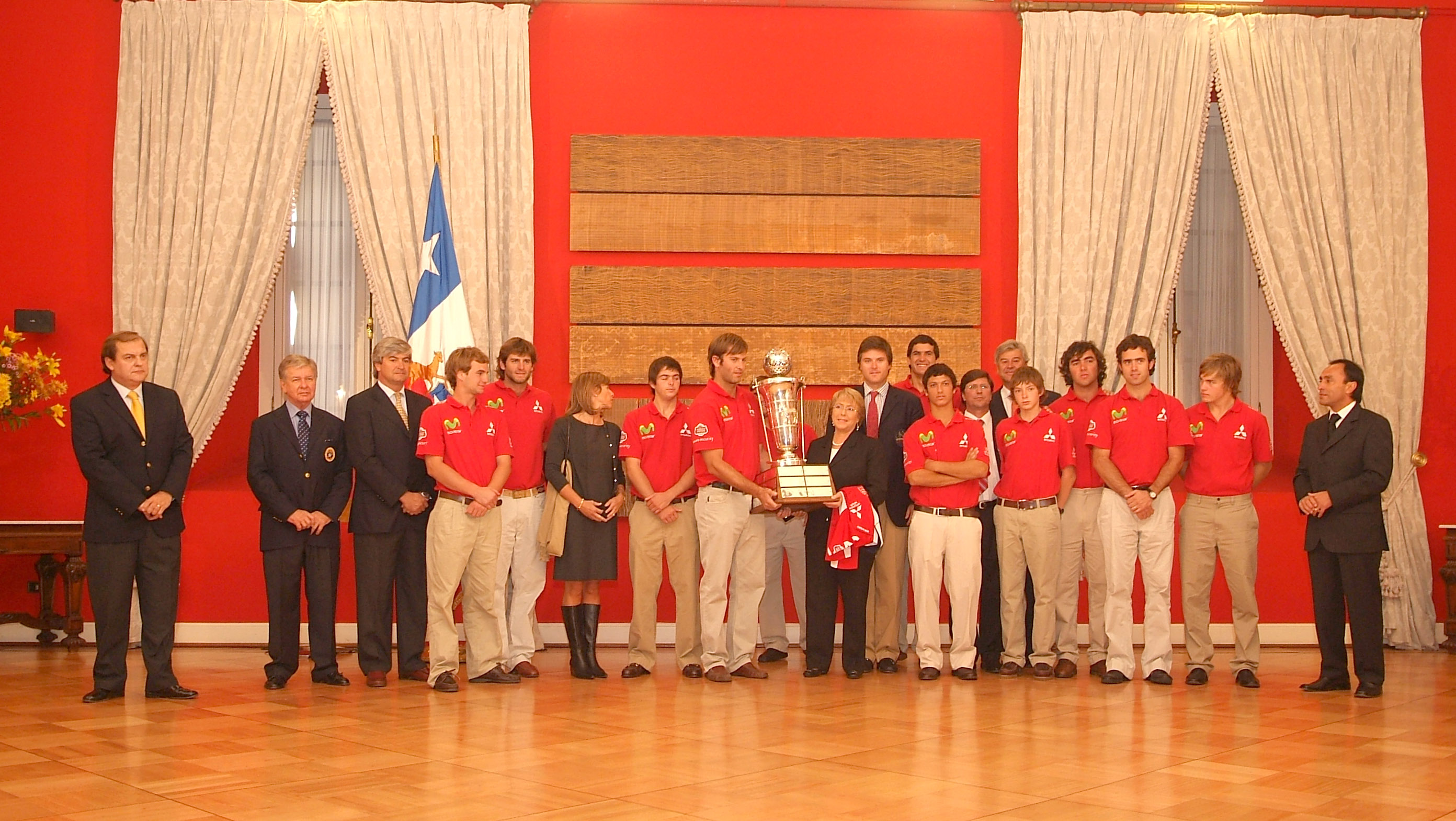
Chilský tým póla s prezidentkou Michelle Bacheletovou po získání titulu mistrů světa v roce 2008

K 30. červnu 2008 žilo v Chile 16 763 470 obyvatel a bylo šedesátým nejlidnatějším státem světa a šestým v Jižní Americe. Porodnost je 14,64 ‰, přirozený přírůstek 9,05 ‰, což v obou případech znamená druhou nejnižší hodnotu mezi státy Jižní Ameriky (po Uruguayi). Přitom ještě v 80. letech 20. století byl průměrný roční přírůstek obyvatel téměř dvojnásobný 17 ‰.
Punta Arenas je nejjižnější stotisícové město na světě.

## Obyvatelstvo
V Chile je směs rozličných etnických skupin, především potomci evropských kolonizátorů.   Činí okolo 52,7% a 90% populace.  Obyvatelé z evropských zemí se usídlili v Chile koncem 19. a začátkem 20. století, Byli to Němci, Francouzi, Britové, Irové, Poláci, Italové, Španělé, Rusové, Chorvati, Srbové a další.
Etnické složení obyvatel podle Sčítání lidu 2002 je následující Chilané – Běloši 95,4 % a ostatní 4,6 %.
Průměrný věk obyvatel Chile je 31,4 let a je po Uruguayi druhý nejvyšší z dvanácti států Jižní Ameriky. Věková struktura obyvatelstva: 0-14 let 23,2% populace, 15–64 let 67,8%, nad 65 let 9,1%. Chile tak má v Jižní Americe druhý nejnižší (po Uruguayi) podíl dětí do 14 let a naopak druhý nejvyšší (po Guyaně) podíl lidí ve věku 15-64 let a třetí nejvyšší (po Uruguayi a Argentině) podíl lidí nad 65 let. Chile má ze všech jihoamerických států nejdelší střední délku života: 74,07 u mužů a 80,77 u žen.
Mezi náboženstvím převládá katolická víra, která je považována za hlavní a národní náboženství. Mimo katolíky jsou to zde také židé a protestanti. Katolíků je 70 %, protestantů 15,1 %.